# Tên tôi là Trinity
Tên tôi là Trinity (tiếng Ý: Lo chiamavano Trinità) là một bộ phim Viễn Tây Ý do Enzo Barboni biên kịch và đạo diễn, xuất phẩm ngày 22 tháng 12 năm 1970 tại Roma.

## Lịch sử
Nhan đề Tên tôi là Trinity bởi bộ phim được dự định công chiếu đúng dịp Giáng Sinh, đồng thời để hình tượng hóa ba khả năng tối thượng của nhân vật chính.
Tên du đãng Trinity được mệnh danh là "thằng vô tích sự nhất Viễn Tây", lúc nào cũng nằm dài trên goòng cho con ngựa kéo đi đâu thì tùy. Dù vậy, cũng không ai dám trêu ngươi Trinity, bởi y có tài bắn ba phát trúng cả ba trong chớp mắt.
Con ngựa kéo Trinity vào thị trấn Quito sát biên thùy México. Ở đấy Trinity gặp lại ông anh ruột Bambino, hiện thời làm cảnh trưởng thị trấn. Tuy nhiên, Bambino tiết lộ rằng anh giết nhầm tay cảnh trưởng sắp tới nhậm chức nên đã lĩnh luôn chức này để chuộc lỗi.
Rốt cuộc, anh em Trinity phải đối đầu với thiếu tá Harriman, một tên trùm du đãng khét tiếng miền biên viễn đang nuôi ý định cướp đất của dân Mormon để làm giàu.

## Kĩ thuật
Phim được thực hiện tại Lazio giữa năm 1970.

### Sản xuất
- Thiết kế: Enzo Bulgarelli
- Trang trí: Francesco Martore
- Trang phục: Luciano Sagoni
- Trang điểm: Luciano Giustini

### Diễn xuất
- Terence Hill as Trinity, "The Right Hand of the Devil"
- Bud Spencer as Bambino, "The Left Hand of the Devil"
- Farley Granger as Major Harriman
- Steffen Zacharias [de] as Jonathan
- Dan Sturkie [de] as Tobias
- Gisela Hahn as Sarah
- Elena Pedemonte [de] as Judith
- Ezio Marano as Weasel
- Luciano Rossi as Timid
- Michele Cimarosa [it] as Drunken Mexican
- Ugo Sasso as crippled Sheriff
- Remo Capitani as Mezcal
- Riccardo Pizzuti [it] as Jeff
- Paolo Magalotti [it] as Harriman Henchman
- Antonio Monselesan [it] as Bounty Hunter
- Gaetano Imbrò as Blond Bounty Hunter
- Gigi Bonos as Ozgur, the Bartender

## Văn hóa
Bộ phim đạt doanh thu tương đối ấn tượng, kéo theo một dòng điện ảnh liên quan tới nhân vật Trinity được chế tác từ thập niên 1970 cho tới tận thập niên 2000.